# ガーデン・オブ・アラー (曲)
「ガーデン・オブ・アラー」(The Garden of Allah) は、1995年のアルバム『アクチュアル・マイルス ドン・ヘンリー・グレイテスト・ヒッツ』に新曲として収録された、ドン・ヘンリーの楽曲。「ガーデン・オブ・アラー」は、ヨーロッパと日本ではシングルもリリースされ、『ビルボード』誌のメインストリーム・ロックのチャートでは16位まで上昇した。
歌詞の内容は、悪魔が時代遅れになっている自分に気づく、という現代における寓話である。バッキング・ボーカルは、シェリル・クロウが務めている。ミュージック・ビデオでは、俳優のカーク・ダグラスが悪魔に扮して登場する。